# Heliothela paracentra
Heliothela paracentra là một loài bướm đêm trong họ Crambidae.